# Václav z Radče
Václav z Radče, (latinsky Wenceslaus Radecz) (kolem 1350, 1418 Praha) byl pražský římskokatolický kněz, významný a movitý prelát předhusitské doby, administrátor pražského arcibiskupství, zastupující arcibiskupa v době sedisvakance, kanovník kapituly pražské a pátý ředitel stavby pražské katedrály.

## Život
Pocházel z české vladycké rodiny Radeckých z Radče, která byla teprve později povýšena do panského a hraběcího stavu. V jeho době sídlili v tvrzi Radeč severně od Nového Bydžova. Pocházel ze čtyř synů. V písemných pramenech se objevuje roku 1378 již jako zavedený úspěšný prelát. Byl absolventem univerzitního studia (bakalářem dekretů), presbyterem, v letech 1379-1417 kanovníkem pražským a kanovníkem řezenským, roku 1380 zastával úřad sekretáře pražského arcibiskupa Jana z Jenštejna, v letech 1380-1384 byl arcijáhnem boleslavským, od roku 1391 rektorem kaple sv. Anny v Olomouci a oltáře Panny Marie Sněžné v pražské katedrále. V letech 1385-1409 byl rovněž děkanem kostela sv. Apolináře v Praze, k tomu v letech 1391-1393 držel prebendu v Hořanech, v letech 1393-1407 prebendu v Holubicích, roku 1393 v osadě Pněvicích a v letech 1396-1417 Kozolupech.. O jeho vztahu k výtvarnému umění svědčí dochovaný iluminovaný misál.
V době sedisvakance od smrti pražského arcibiskupa Zbyňka Zajíce z Házmburka († 28.9.1411), přes období první neplatné volby jeho nástupce arcibiskupa Zikmunda Albíka z Uničova do druhé volby 25. ledna 1412 a opět po Albíkově rezignaci koncem roku 1412 zastával důležitý úřad administrátora pražského arcibiskupství. Největší zásluhy mu náleží jako pátému a poslednímu řediteli stavby svatovítské katedrály v předhusitské době, od posledních let vedení Petra Parléře († 1399) až po jeho syny a žáky, zvané "pražští junkeři". Pod jeho vedením byla ukončena stavba chóru včetně triforia a kleneb a položeny základy chrámové lodi. Byl také iniciátorem přenesení ostatků svatého Vojtěcha z krypty do chrámu.

## Portrétní busta
V triforiu pražské katedrály se dochovala umělecky vynikající portrétní busta Václava z Radče z dílny anonymního rakouského sochaře, s doprovodným latinským nápisem, tesaným gotickou frakturou. Jméno zní Wenceslaus de Radecz, tituly canonicus pragensis et decanus ecclesiae Sancti Apollinaris pragensis, director fabricae ecclesiae quintus, qui totum chorum pragense testudinari procuravit de pecuniis fabricae. (česky: kanovník pražský a děkan pražského kostela svatého Apolináře, pátý ředitel díla chrámu, který celý pražský chór zastřešil a obstaral na něj prostředky)Vedení stavby, kamenické práce i jména sochařů, kameníků a zedníků jsou doloženy v týdenních účtech za jejich práci, dochovaných v Kapitulním archivu pražském
Busta je vytesána z bělavého solenhofenského vápence a zasazena do výklenku ve 4. pilíři severní strany chóru. Stylová odlišnost od ostatních bust a jiný materiál u odborníků (Otto Kletzl, Albert Kutal, Ivo Hlobil), vyvolávaly pochyby, zda nejde o import a zda její umístění není pozdější.